# 房利美
房利美（Fannie Mae，旧名联邦国民抵押贷款协会），是美國最大的美国特許企業。主要业务是在美国房屋抵押贷款的二级市场中收购贷款，并通过向投资者发行机构债券或证券化的抵押债券，以较低成本集资，赚取利差。

## 政府接管
在次贷危机持续，房贷市场低迷、法拍屋大幅增加的情况下，美国政府于2008年9月7日宣布以高达2000亿美元的可能代价，接管了濒临破产的房利美及另一家政府赞助企业房地美。
美国政府中对房利美的原直接监管单位为联邦住屋企业督察局（OFHEO, Office of Federal Housing Enterprise Oversight），现为新成立的联邦住房金融局（Federal Housing Finance Agency）。